# 무굴 황제
무굴 황제(힌디어: मुग़ल बादशाह 무갈 바다샤)는 16세기에서 18세기에 걸쳐 인도 아대륙을 지배한 무굴 제국의 군주다. 무굴조는 오늘날의 우즈베키스탄을 본거지로 한 몽골인 왕조인 티무르조의 방계다. "바드샤"는 파디샤의 아랍어형으로, 보통 "황제"라고 통칭된다.
무굴 제국이 멸망한 뒤 영국 국왕이 겸한 작위인 인도 황제로 계승되었다.

## 바드샤 목록
| 초상 | 칭호                                | 휘                                                                                     | 생               | 치세                                                             | 몰               | 비고 |
| ---- | ----------------------------------- | -------------------------------------------------------------------------------------- | ---------------- | ---------------------------------------------------------------- | ---------------- | --- |
|      | 바부르 بابر                         | 자이르웃딘 무함마드 ظہیر الدین محمد                                                    | 1483년 2월 23일  | 1526년 4월-1530년 12월 26일                                      | 1530년 12월 26일 | |
|      | 후마윤 ہمایوں                       | 나시르웃딘 무함마드 후마윤 نصیر الدین محمد ہمایوں                                      | 1508년 3월 17일  | 1530년 12월 26일-1540년 5월 17일 1555년 2월 22일-1556년 1월 27일 | 1556년 1월 27일  | 1540년 수리 제국의 셰르 샤 수리에 의해 폐위당했으나 셰르 샤 수리의 아들 이슬람 샤 수리가 죽고 나서 1555년 복위했다.                                                       |
|      | 악바르 에아잠 اکبر اعظم             | 잘랄웃딘 무함마드 جلال الدین محمد اکبر                                                 | 1542년 10월 14일 | 1556년 1월 27일-1605년 10월 27일                                 | 1605년 10월 27일 | 모친: 페르시아 귀족 하미다 바누 베굼. |
|      | 자한기르 جہانگیر                    | 누르웃딘 무함마드 살림 نور الدین محمد سلیم                                             | 1569년 9월 20일  | 1605년 10월 15일-1627년 10월 8일                                 | 1627년 10월 28일 | 모친: 라지푸트 귀족 마리암 우즈 자마니. |
|      | 샤 자한 에아잠 شاہ جہان اعظم        | 샤하브웃딘 무함마드 쿠람 شہاب الدین محمد خرم                                           | 1592년 1월 5일   | 1627년 11월 8일-1658년 8월 2일                                   | 1666년 1월 22일  | 모친: 라지푸트 귀족 자가트 고사이니. 타지마할 건축. |
|      | 아우랑제브 عالمگیر                  | 무히웃딘 무함마드 아우랑제브 محی الدین محمداورنگزیب                                    | 1618년 11월 4일  | 1658년 7월 31일-1707년 3월 3일                                   | 1707년 3월 3일   | 모친: 페르시아 귀족 뭄타즈 마할. |
|      | 아잠 اعظم                           | 아불 파이즈 쿠틉웃딘 무함마드 아잠 محمد اعظم شاہ                                       | 1653년 6월 28일  | 1707년 3월 14일-1707년 6월 8일                                   | 1707년 6월 8일   | 모친: 사파비 왕조의 딜라스 바누 베굼 |
|      | 바하두르 샤 بہادر شاہ               | 쿠툽웃딘 무함마드 무아잠 샤 알람 قطب الدین محمد معزام                                  | 1643년 10월 14일 | 1708년 6월 19일-1712년 2월 27일                                  | 1712년 2월 27일  | 마라타와 합의를 보고 라지푸트를 달랬으며 펀잡 지방의 시크들과 우호적인 관계를 이룸.                                                                                       |
|      | 자한다르 샤 جہاندار شاہ             | 마즈웃딘 자한다르 샤 바하두르 معز الدین جہاندار شاہ بہادر                              | 1661년 5월 9일   | 1712년 2월 27일-1713년 2월 11일                                  | 1713년 2월 12일  | 대재상 줄피카르 칸에게 큰 영향을 받음. |
|      | 파루크시야르 فرخ سیر                | 파루크시야르 فرخ سیر                                                                   | 1685년 8월 20일  | 1713년 1월 11일-1719년 2월 28일                                  | 1719년 4월 29일  | 1717년 영국 동인도 회사에게 벵골 지역의 자유무역을 허락하는 면허장 교부.                                                                                                  |
|      | 라피 웃다라자트 رفیع اُد درجات       | 라피 웃다라자트 رفیع اُد درجات                                                          | 1699년 11월 30일 | 1719년 2월 28일-1719년 6월 6일                                   | 1719년 6월 9일   | 사이이드 형제의 발호. |
|      | 샤 자한 2세 شاہ جہاں دوم            | 라피 웃다울라 شاہ جہاں دوم                                                             | 1696년 6월       | 1719년 6월 6일-1719년 9월 19일                                   | 1719년 9월 19일  | |
|      | 무함마드 샤 محمد شاہ                | 로샨 악타르 바하두르 روشن اختر بہادر                                                   | 1702년 8월 17일  | 1719년 9월 27일-1748년 4월 26일                                  | 1748년 4월 26일  | 사이이드 형제의 세도 종료. 마라타 동맹과 기나긴 전쟁 과정에서 데칸고원을 상실. 1739년 페르시아의 나데르 샤가 침공. 제국 전역에 대한 실질적 통치권을 행사한 최후의 바드샤. |
|      | 아흐마드 샤 바하두르 احمد شاہ بہادر | 아흐마드 샤 바하두르 احمد شاہ بہادر                                                    | 1725년 12월 23일 | 1748년 4월 26일-1754년 6월 2일                                   | 1775년 1월 1일   | 시칸다라바드 전투에서 마라타 동맹군에게 대패. |
|      | 알람기르 2세 عالمگیر دوم            | 아지즈웃딘 عزیز اُلدین                                                                  | 1699년 6월 6일   | 1754년 6월 2일-1759년 11월 29일                                  | 1759년 11월 29일 | 대재상 이마드울물크의 세도. |
|      | 샤 자한 3세 شاہ جہاں سوم            | 무히 울밀라트 محی اُلملت                                                                | 1711년           | 1759년 12월 10일-1760년 10월 10일                                | 1772년           | 북사르 전투에서 영국 동인도 회사에게 대패. 1761년 히데르 알리가 마이소르 술탄을 칭하며 독립.                                                                              |
|      | 샤 알람 2세 شاہ عالم دوم            | 알리 가우하르 علی گوہر                                                                 | 1728년 6월 25일  | 1759년 12월 24일-1806년 11월 19일                                | 1806년 11월 19일 | 1799년 마이소르의 티푸 술탄 사망. |
|      | 악바르 샤 2세 اکبر شاہ دوم          | 미르자 악바르 مرزا اکبر                                                                | 1760년 4월 22일  | 1806년 11월 19일-1837년 9월 28일                                 | 1837년 9월 28일  | 영국의 보호를 받는 명목상의 국가원수로 전락. |
|      | 바하두르 샤 2세 بہادر شاہ دوم       | 아부 자파르 시라줏딘 무함마드 바하두르 샤 자파르 ابو ظفر سراج اُلدین محمد بہادر شاہ ظفر | 1775년 10월 24일 | 1837년 9월 28일-1857년 9월 23일                                  | 1862년 11월 7일  | 최후의 무굴 바드샤. 세포이 항쟁이 실패로 돌아가자 영국에 의해 폐위되어 버마로 망명.                                                                                       |

## 같이 보기
- 무굴 제국